# Гірські хребти Петерманн (Австралія)
25°00′00″ пд. ш. 129°46′00″ сх. д. / 25° пд. ш. 129.766667° сх. д.
Хребти Петерманн — гірський масив у Центральній Австралії. Вони проходять 320 км (200 миль) через кордон між Західною Австралією та південно-західним кутом Північної території.
Їх найвища точка становить 1158 метрів (3799 футів) над рівнем моря. Ареал утворився приблизно 550 мільйонів років тому під час орогенезу Петермана. Наявні тепер геологічні дослідження загалом визначили, що хребти Петерманна були еквівалентні Гімалаям за висотою.
Ернест Джайлз назвав Гірські хребти Петерманн на честь географа Августа Генріха Петерманна, першого європейського дослідника, який відвідав цю територію, і зазвичай вони асоціюються з хребтами Юрлія, неподалік на заході. У 2012 році цю територію включили до заповідної території корінного населення Катіті-Петерманн.